# 潮汐能
潮汐能（Tidal energy）是指利用潮汐漲退時海水流動所產生的可再生能源，主要透過水力發電技術將潮汐動能轉化為電能。根據國際能源署統計，2018年與2019年全球海洋能發電量分別增長約16%與13%，顯示這項技術正逐步發展。
潮汐能相較於其他可再生能源具有獨特優勢，其發電時間可準確預測，不受天氣變化影響，這點明顯優於風能與太陽能。然而長期以來，潮汐能發展面臨兩大限制：一是適合開發的地點必須具備足夠大的潮差（通常超過5米）或強勁的潮流速度；二是建設成本高昂，包括需要建造專用堤壩與特殊渦輪機組。近年來隨著動態潮汐能技術、潮汐潟湖發電等新設計概念，以及軸流式渦輪機、橫流式渦輪機等技術創新，專家評估潮汐能的開發潛力可能遠超過去預期，經濟效益與環境影響也有望達到更具競爭力的水平。
歷史上利用潮汐能的紀錄可追溯至古代。考古證據顯示，羅馬帝國時期可能已在英國肯特郡建造早期潮汐磨坊。中世紀歐洲與北美大西洋沿岸更廣泛應用潮汐磨坊技術，透過漲潮時儲存海水，退潮時釋放水流推動水輪機來碾磨穀物。現代潮汐發電技術則始於19世紀，美國與歐洲開始試驗利用下落水流驅動渦輪機發電。
全球首座大型潮汐發電站是1966年投入運行的法國朗斯潮汐發電站（Rance Tidal Power Station），該紀錄保持至2011年8月，韓國始华湖潮汐电厂（Sihwa Lake Tidal Power Station）啟用後才被超越。始華湖電站利用現有海堤結構安裝10台渦輪機，總裝機容量達254兆瓦，成為目前全球最大的潮汐發電設施。專家指出，要實現潮汐能的大規模開發與成本進一步降低，仍需持續推動相關研發政策與技術創新。

## 发电方法

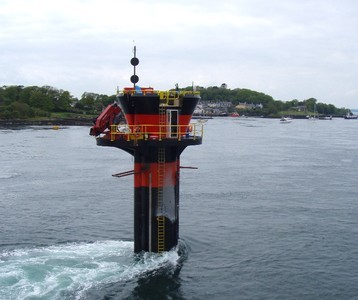
位於斯特兰福德湖的世界上第一个商业规模的并网潮汐流发电机- SeaGen。明显的尾流显示出潮汐流的力量。

潮汐发电可分为三种发电的方法：

### 潮汐流发电机
潮汐流发电机（Tidal stream generator，TSGs）利用了流水的动能驱动涡轮机，一种类似于风力涡轮机利用流动空气的发电方式。和潮汐堰坝相比，由於其低成本但低生态影响，这个方法受到越来越多國家的欢迎。一些潮汐发电机可以内置在现有桥梁的结构上，基本上没有涉及美观和實用的问题。

### 潮汐堰坝
潮汐堰坝利用了势能在高低潮时的高度不同。堰坝本质上是横跨潮汐河口全宽的水坝，且受限于高昂的民用基础建设成本、全球短缺的可行地点以及环境问题。当使用潮汐堰坝发电，来自潮汐的势能通过专门的水坝战略布局被抓住。

### 动态潮汐能

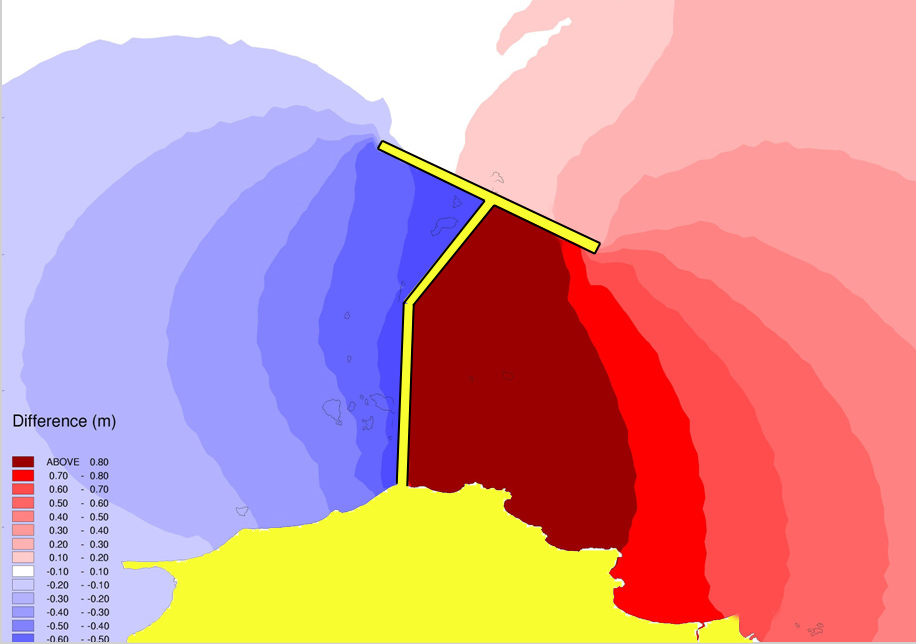
DTP大坝俯视图。蓝色和暗红色分别表示潮汐高和低。

大多数的潮汐涡轮机和风力涡轮机很类似，常见的是HAWT-型。

（DTP）开发了潮汐流在势能和动能间的交互作用。该理论认为：从海岸一直延伸入大海建造（如：30～50公里长）大坝，无封闭区域。大坝的存在及规模引入了潮汐的相位差异，和当地的潮汐波长相比，大坝的大小不容忽视。这导致整个大坝的液压压头差异。大坝的水轮机被用来转换大量电能（每个大坝6000～15000兆瓦）。浅海沿海海域具有与海岸平行振荡的强大的潮汐波，如在英国、中国和韩国，因而大坝两侧水位会产生明显差异（至少2～3米）。
在涨潮的过程中，汹涌而来的海水具有很大的动能，而随着海水水位的升高，就把海水的巨大动能转化为势能；在落潮的过程中，海水奔腾而去，水位逐渐降低，势能又转化为动能。潮汐能的能量与潮量和潮差成正比。世界上潮差的较大值约为13～15m，但一般说来，平均潮差在8m以上就有实际应用价值。潮汐能是因地而异的，不同的地区常常有不同的潮汐系统，他们都是从深海潮波获取能量，但具有各自独特的特征。
潮汐能主要的利用方式是发电。潮汐发电是利用海湾或河口等地形，建筑水堤形成水库，以便大量蓄积海水，并在坝中或坝旁建造水利发电厂房，通过水轮发电机组进行发电。
潮汐是一种世界性的海平面周期性变化的现象，由於受月球和太阳这两个万有引力源的作用，海平面每昼夜有两次涨落。

## 应用现状与应用前景

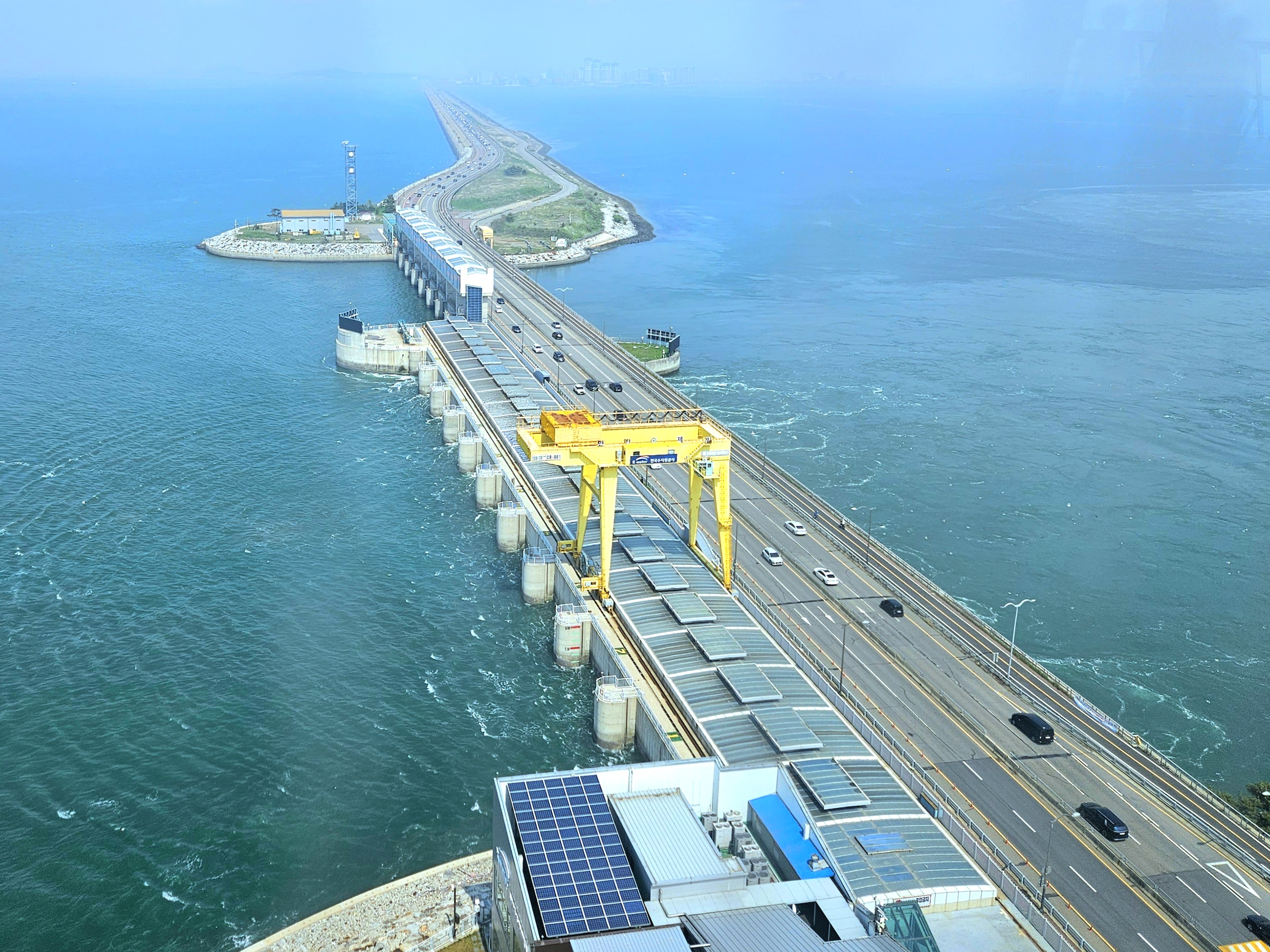
韩国始华湖潮汐电厂，世界最大的潮汐發電廠

到目前为止，由於常规电站廉价电费的竞争，建成投产的商业用潮汐电站不多。然而，由於潮汐能蕴藏量的巨大和潮汐发电的许多优点，人们还是非常重视对潮汐发电的研究和试验。
海洋学家預估世界上潮汐能发电總量在1TW（10的12次方瓦特）以上。潮汐能普查计算的方法是，首先选定适于建潮汐电站的站址，再计算这些地点可开发的发电装机容量，叠加起来即为估算的總量。
20世纪初，欧、美一些国家开始研究潮汐发电。
- 第一座具有商业实用价值的潮汐电站是1967年建成的法国的朗斯潮汐电站。该电站位於法国圣马洛湾朗斯河口。朗斯河口最大潮差13.4m，平均潮差8m。一道750m长的大坝横跨朗斯河。坝上是通行车辆的公路桥，坝下设置船闸、泄水闸和发电机房。朗斯潮汐电站机房中安装有24台双向涡轮发电机，涨潮、落潮都能发电。总装机容量240 MW，年发电量1.8 GW，输入国家电网。
- 254 MW的韓國始华湖潮汐电厂是世界上最大的潮汐電力設施。在2011年施工完成。[5][6]
- 1968年，前苏联在其北方摩尔曼斯克附近的基斯拉雅湾建成了一座800KW的试验潮汐电站。
- 1980年，加拿大在芬地湾兴建了一座20MW的中间试验潮汐电站。那是为了兴建更大的实用电站做论证和准备用的。
- 江厦潮汐电站，位于中国杭州以南，自1985年以来一直运行，目前的装机容量为3.2 MW。还有更多的潮汐发电计划在鸭绿江口附近。
- Uldolmok Tidal Power Station（英语：Uldolmok Tidal Power Station）在韩国是一个潮汐电站潮汐发电项目，计划到2013年将逐步扩大到90兆瓦的产能。2009年5月的第一个1 MW已经被安装了。

世界上适于建设潮汐电站的20几处地方，都在研究、设计建设潮汐电站。其中包括：美国阿拉斯加州的库克湾、加拿大芬地湾、英国塞文河口、阿根廷圣约瑟湾、澳大利亚达尔文范迪门湾、中国的乐清湾，印度坎贝河口、俄罗斯远东鄂霍茨克海品仁湾、韩国仁川湾等地。随着技术进步，潮汐发电成本的不断降低使进入21世纪後将不断会有大型现代潮汐电站的建成與使用。
潮汐发电的主要研究与开发国家包括法国、前苏联、加拿大、中国和英国等。潮汐发电是海洋能中技术最成熟和利用规模最大的一种。

## 潮汐能的开发利用
潮汐能是一种不消耗燃料、没有污染、不受洪水或枯水影响、取之不盡且用之不竭的再生能源。在各种海洋能源中，潮汐能的开发利用最为现实、简便。
从总体上看，现今潮汐能开发利用的技术难题已基本解决，国際上都有许多成功的实例，技术更新也很快。
潮汐发电利用的是潮差势能，世界上最高的潮差也才10多米，因此不可能像一般水力发电那样利用几十米、百余米的水源发电，潮汐发电的水轮机组必须适应“低水头、大流量”的特点，因此水轮做得较大。但水轮做大了，配套设施的造价也会相应增大。于是，如何解决这个问题，就成为反映其技术水平高低的一种标志。
潮汐发电虽然并不神秘，但仍须尊重客观规律，才能获得成功，取得良好效益。否则，光凭主观愿望和热情，虽然一时可以建成许多潮汐电站，但最后往往会因为实用价值不大而被放弃。

## 優缺點
- 優點
  - 數量和產生時間通常都極容易預計。
  - 间接使大气中的二氧化碳含量的增加速度减慢。

- 缺點
  - 產生的能量會因時間和地點而有所不同。
  - 有成本較高、技術複雜的缺陷。
  - 有庫區淤積、設備腐蝕等問題。
  - 有些地區漲退潮不明顯，發電效率不大。

## 参看
- 潮汐发电站
- 热能
- 可再生能源商业化
- 能量过渡计划
- 世界能源消耗量